# Бет Гіббонс
Бет Гіббонс (англ. Beth Gibbons) (4 січня 1965 Ексетер, графство Девон, Англія) — англійська співачка та авторка пісень. Вона є вокалісткою і автором текстів для гурту Portishead, який випустив три альбоми. У 2002 році вона випустила альбом спільно з Rustin Man Out of Season, а у 2019 році — альбом з Національним симфонічним оркестром Польського радіо.

## Ранні роки
Гіббонс народилася в Ексетері, графство Девон, Англія. і виросла на фермі з трьома сестрами. Її батьки розлучилися, коли вона була ще дитиною. У 22 роки вона переїхала до Бата, а потім до Бристоля, щоб продовжити свою співочу кар'єру, де познайомилася з Джеффом Барроу, своїм майбутнім колегою по гурту Portishead.

## Кар'єра
Разом з Адріаном Атлі Гіббонс і Барроу випустили перший альбом Portishead Dummy у 1994 році і з тих пір випустили ще два студійні альбоми, концертний альбом і різні сингли.
Вона також співпрацювала над окремим проектом з колишнім басистом Talk Talk Полом Веббом (Rustin Man). Перед тим, як приєднатися до Джеффа Барроу в Portishead, вона прослуховувалася на місце вокалістки в .O.rang, гурті, створеному Веббом після відходу Talk Talk з EMI наприкінці вісімдесятих, але раптовий успіх Portishead випередив події. У жовтні 2002 року вони випустили альбом Out of Season у Великій Британії під іменами Beth Gibbons і Rustin Man. Альбом посів 28 місце в UK Albums Chart, а через рік вийшов у Сполучених Штатах: під час гастролей у Північній Америці. Видання Variety прихильно описало її виступ з Растіном, назвавши як «Біллі Голідей на фронті Siouxsie and the Banshees».
Гіббонс також входила в команду журі 10-ї щорічної премії Independent Music Awards, що відбувається на підтримку кар'єри незалежних виконавців.
У червні 2013 року Гіббонс оголосила про плани випуску нового сольного альбому на лейблі Domino Records. 24 квітня 2014 року вона записала вокал на кавер-версію пісні «Black Sabbath» з британським метал-гуртом Gonga.
У 2018 році Гіббонс разом з Елізабет Фрейзер з Cocteau Twins виступила на фестивалі Spill Festival в Іпсвічі в аудіоінсталяції під назвою «Clarion Calls», яка використовує голоси 100 жінок, щоб вшанувати 100-річчя закінчення Першої світової війни.
У 2014 році Гіббонс виконав Симфонію № 3 Генрика Гурецького з Національним симфонічним оркестром Польського радіо під керівництвом Кшиштофа Пендерецького. Гіббонс співала польською мовою. Виступ вийшов у 2019 році; рецензуючи альбом для Pitchfork, Джейсон Ґрін писав: «Частково напруга виникає від того, що чуєш, як її ненавчений голос долає ці скелясті висоти. Її вібрато, туге, тремтливе і ледь контрольоване, звучить дуже схоже на те, як хтось бореться з панічною атакою. Це, ймовірно, призвело б до того, що її не взяли б на традиційне оперне прослуховування, але це надзвичайно ефективно передає сильне тремтіння через те, що може бути досить заїждженим твором». 2022 року вокал Гіббонс з'явився у пісні «Mother I Sober» з альбому Кендріка Ламара Mr. Morale & the Big Steppers. За участь у роботі над альбомом вона отримала номінацію Альбом року на 65-й щорічній церемонії вручення музичних нагород Ґреммі, як виконавиця та авторка пісень.
7 лютого 2024 року Гіббонс оголосила про вихід свого першого сольного студійного альбому за останні 20 років. Альбом під назвою Lives Outgrown вийде 17 травня 2024 року. Він був анонсований разом із синглом «Floating on a Moment».

## Стиль і вплив
Вона називає Ніну Сімон, Боно з U2 з The Joshua Tree, Отіса Реддінга і Джиммі Кліффа своїм музичним натхненням. Вона робила кавер-версії пісень Дженіс Джоплін і насолоджується музикою Дженіс Ієн.

## Дискографія
Portishead
- Dummy (1994)
- Portishead (1997)
- Roseland NYC Live (1998)
- Third (2008)

Сольні альбоми
- Out of Season (2002)
- Henryk Górecki: Symphony No. 3 (Symphony of Sorrowful Songs) (2019) з Національним симфонічним оркестром Польського радіо
- Lives Outgrown (2024)